# Marmara affirmata
Marmara affirmata är en fjärilsart som först beskrevs av Edward Meyrick 1918.  Marmara affirmata ingår i släktet Marmara och familjen styltmalar.
Artens utbredningsområde är Peru. Inga underarter finns listade i Catalogue of Life.